# Eltern-Kind-Gruppe
Eltern-Kind-Gruppe (auch Mutter-Kind-Gruppe) ist ein Oberbegriff für Angebote für Kleinkinder, die von einem Elternteil begleitet werden. Dazu gehören Krabbelgruppen, Spielgruppen, Musikgruppen oder Eltern-Kind-Turnen. Da Teilnehmende in diesen Gruppen vorwiegend Mütter waren, wurde zunächst der Begriff Mutter-Kind-Gruppe geschaffen, der aber inzwischen gehäuft von dem Begriff Eltern-Kind-Gruppe abgelöst worden ist.
Eltern-Kind-Gruppen entstanden in den 1970er Jahren im Rahmen privater Initiativen zur Kinderbetreuung und wurde Mitte der siebziger Jahre am bayerischen Staatsinstitut für Frühpädagogik konzeptualisiert. Zunächst sollte mit ihnen der Mangel an Kindergartenplätzen ausgeglichen werden, später verstanden sie sich als Ergänzung des Kindergartenangebotes und waren Teil der Auseinandersetzungen um die Bildungsreform. Im Zuge dessen kam es zu zahlreichen Elterninitiativen, die Angebote organisierten und neue Fördermöglichkeiten schufen. Daneben zeigte sich, dass die Eltern-Kind-Gruppen eine geeignete Form der Elternbildung sein können. Inzwischen gibt des sie in verschiedensten Formen und von unterschiedlichen Anbietern. Es gibt Eltern-Kind-Gruppen mit professioneller Leitung als Kursangebote in Familienbildungsstätten, Volkshochschulen, Mütterzentren und ähnlichen Einrichtungen. Auch in Kirchengemeinden gibt es Eltern-Kind-Gruppen. Sie werden oft ehrenamtlich geleitet. Die Treffen finden in einem regelmäßigen Turnus statt.
Unter Leitung pädagogisch ausgebildeten Fachkräfte bieten vor allem Familienbildungsstätten Eltern-Kind-Gruppen an.
Ziele sind die Ermöglichung von Kontakten von Menschen in der gleichen Lebenssituation, der Erfahrungs- und Informationsaustausch sowie die Vermittlung von Wissen über das altersentsprechende Verhalten des Kindes. Es werden Spielmöglichkeiten geschaffen, aber auch zur Reflexion des eigenen Erziehungsverhaltens angeregt. Praktische Anregungen werden durch Informationen über pädagogische, psychologische und gesellschaftliche Zusammenhänge ergänzt. Gefördert werden soll eine ganzheitliche Entwicklung der Kinder durch die Schaffung vielfältiger Spielsituationen und die Kontaktmöglichkeiten der Kinder untereinander und zu anderen Erwachsenen. In der Regel besteht eine Gruppe aus acht bis zehn Erwachsenen mit den dazugehörigen Kindern. Die Gruppenleitung unterstützt Eltern und Kinder in der jeweiligen Lern- oder Erfahrungssituation. Sie sorgt für den äußeren Rahmen der Gruppe, kümmert sich um die Organisation der Angebote, Räume, die notwendigen Materialien und Spielangebote, die die jeweilige Situation aller Teilnehmenden berücksichtigen. Sie ist gleichermaßen Ansprechpartnerin für Eltern und Kinder.